# Spilosmylus arishensis
Spilosmylus arishensis är en insektsart som beskrevs av Tim R. New 1986. Spilosmylus arishensis ingår i släktet Spilosmylus och familjen vattenrovsländor. Inga underarter finns listade i Catalogue of Life.